# Na polu chwały
Na polu chwały. Powieść historyczna z czasów króla Jana Sobieskiego – romans historyczny Henryka Sienkiewicza wydany po polsku w 1906 roku. Wcześniej powieść miała wydania obcojęzyczne: rosyjskie (1904, 1905) i amerykańskie (Chicago 1905). Od początku cieszyła się dużą popularnością. Niemal natychmiast po edycji polskiej ukazały się przekłady: czeski i angielski (1906), francuski (1907), szczególnie liczne były różne wydania niemieckojęzyczne w latach 1906–1913.
Stosunkowo niewielka objętościowo w dorobku Sienkiewicza powieść podzielona jest na 34 krótkie rozdziały. Akcja jej toczy się w czasach króla Jana III Sobieskiego, kilka miesięcy przed podjęciem odsieczy wiedeńskiej i bitwą pod Wiedniem. Na tle romansu ubogiego szlachica i dziedziczki wielkiego nazwiska autor ukazał życie codzienne oraz obyczaje drobnej i zubożałej szlachty w ówczesnej Rzeczypospolitej. Tę utrzymaną w konwencji romantyczno-przygodowej opowieść pisarz poświęcił w istocie ukazaniu etosu polskiej szlachty, która przejawiając obok dodatnich liczne cechy ujemne, posłuszna jest jednak swemu głównemu zadaniu i roli – rycerskiej służbie i społecznej powinności stawania pod bronią na wezwanie Rzeczypospolitej, w obronie ojczystej wiary chrześcijańskiej przed muzułmańskim zagrożeniem.

## Zarys fabuły

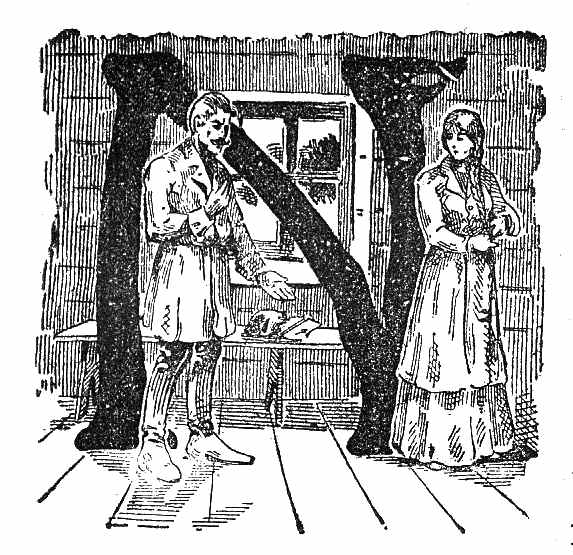
– Chciałbym słówko waćpannie rzec – przemówił drżącym i jakby nie swoim głosem. – Czego waćpan sobie życzysz? (pan Jacek i panna Sienińska – drzeworyt z wydania 1906 r.)

W majątku Bełczączka w Puszczy Kozienickiej w ziemi radomskiej zamieszkuje pan Gedeon Pągowski z wychowanką, sierotą – panną Anna Sienińska, osiedleni tam jako przybyli z kresów wschodnich po zniszczeniu ich majątków podczas rebelii Chmielnickiego. W dziewczynie od dawna kocha się mieszkający po sąsiedzku Jacek Taczewski z Wyrąbek – daleki potomek sławnego rycerza Mikołaja Powały z Taczewa.
Powieść rozpoczyna się sceną, w której podróżujący wraz z wychowanką pan Pągowski, zagrożony napadem watahy wilków, zyskuje ratunek i pomoc od sąsiadów: czterech braci Bukojemskich i młodego syna pana Serafina Cyprianowicza – Stanisława, pochodzących z Ormian i też przybyłych z kresów wschodnich.
Podczas noclegu u Cyprianowiczów w Jedlince piękna panna Sienińska wzbudza afekt zarówno nieokrzesanych braci Bukojemskich, jak i młodego Cyprianowicza. W majątku przypadkowo znajduje też wtedy schronienie Jacek Taczewski, któremu na pustkowiu wilki zagryzły konia. W następstwie pan Pągowski zaprasza Bukojemskich oraz Stanisława Cyprianowicza i Jacka Taczewskiego do Bełczączki. Wskutek wynikłej rywalizacji o pannę dochodzi do pojedynku Jacka Taczewskiego z czterema Bukojemskimi i młodym Cyprianowiczem, gdy Jacek niespodzianie pokonuje wszystkich przeciwników. Wraz z księdzem Woynowskim, który w przeszłości nauczył go szermierki, troskliwie zajmuje się rannymi, czym zyskuje ich dozgonną przyjaźń.
Wówczas jednak, zawistny pan Gedeon, choć znacznie starszy od wychowanicy, podejmuje za radą przyjaciół decyzję o jej poślubieniu pod pozorem zabezpieczenia praw spadkowych przed krewnymi ze strony zmarłej żony, którzy mają główne prawa do Bełczączki. Bliski mu prałat Tworkowski skutecznie przekonuje do tego pannę, a sam Pągowski podstępnie oczernia przed nią Jacka Taczewskiego, co sprawia, iż Anna ostatecznie rezygnuje z niego, postanawiając oddać rękę opiekunowi. Pągowski usiłuje też bezskutecznie skłócić Jacka z braćmi Bukojemskimi i Stanisławem Cyprianowiczem. Załamany i zrezygnowany Taczewski za aprobatą życzliwego mu księdza Woynowskiego wyrusza do wojsk królewskich zbierających się na wyprawę wiedeńską. Dla jego właściwego wyposażenia ks. Woynowski porozumiewa się z Serafinem Cyprianowiczem co do przejęcia w zastaw skromnej posiadłości Jacka – Wyrąbek.
Pągowski niespodziewanie jednak umiera podczas uroczystości zrękowin. Powstałą sytuację natychmiast wykorzystują Krzepeccy – chciwi i niemoralni krewni zmarłej małżonki Pągowskiego. Młody Marcjan Krzepecki, jako aktualny opiekun, obmyśla chytry plan skłonienia panny do korzystnego dla niego małżeństwa, lecz wobec jej sprzeciwu posuwa się do przemocy fizycznej. Po szczęśliwej ucieczce zmaltretowanej Anny do Cyprianowicza, decyduje się on wyruszyć z nią i ks. Woynowskim, w asyście braci Bukojemskich i czeladzi w stronę Krakowa, zamierzając oddać Sienińską pod opiekę królewską. W drodze następuje napad zbójców, których nasłał Marcjan Krzepecki, lecz podczas rozpaczliwej obrony na bagnach, w krytycznej chwili przychodzą z pomocą żołnierze husarskiej chorągwi pułkownika Zwierzchowskiego, w której służą też Jacek Taczewski i Stanisław Cyprianowicz.
W finale rozgrywającym się już w Krakowie, dochodzi do uroczystych zaślubin Anny z Jackiem, które zaszczyca swą obecnością sam król Jan Sobieski. Powieść zamyka podniosły, nastrojowy opis rewii oddziałów, a następnie wymarszu wojsk polskich na odsiecz Wiedniowi.